# Divisió de Gaza (FDI)
La Divisió Territorial de Gaza (en hebreu: אוגדת עזה) de les Forces de Defensa d'Israel, és una unitat militar que forma part del Comandament Regional del Sud. La seva zona d'operacions és la Franja de Gaza i els seus voltants. El comandant de la divisió és el General Mickey Edelstein, que va reemplaçar a Yossi Bachar el 4 de novembre de 2012. La divisió territorial de Gaza, era l'encarregada de mantenir la seguretat i protegir els colons jueus que vivian en la Franja de Gaza, després de la Guerra dels Sis Dies, en temps de pau i en temps de conflicte armat. L'agost de 2005, la divisió, juntament amb la resta de les FDI, oficialment va acabar la seva presència a la Franja de Gaza, com a part del pla unilateral de desconnexió, quan van ser desmantellats els assentaments israelians a la Franja. La divisió ha entrat repetidament a la Franja de Gaza en resposta als atacs amb coets per part de grups de militants palestins que tenen la seva base d'operacions a Gaza.